# Osamu Furuya
Osamu Furuya (jap. 古谷 伸, Furuya Osamu) ist ein ehemaliger japanischer Kameramann.

## Leben
Von 1961 bis einschließlich 1995 war er an rund 30 Filmproduktionen als Kameramann beteiligt. 1970 gehörte er zum Kamerateam von Tora! Tora! Tora! und wurde hierfür mit seinen Kollegen Shinsaku Himeda, Masamichi Satoh und Charles F. Wheeler für den Oscar in der Kategorie Beste Kamera nominiert. Hinzu kam eine Nominierung für den Laurel Award.

## Filmografie (Auswahl)
- 1969: Yakuza’s Law (Yakuza keibatsu-shi: Rinchi - shikei!)
- 1970: Tora! Tora! Tora!
- 1995: Okaeri – Willkommen zu Hause (Okaeri)